# アニマルキングダム
アニマルキングダム（Animal Kingdom、2008年3月20日 - ）はアメリカ合衆国生産の競走馬・種牡馬。主な勝ち鞍は2011年のケンタッキーダービー、2013年のドバイワールドカップ。

## 概要
- 特記事項なき場合、本節の出典はEQUIBASE[2]

2010年9月18日、アーリントンパーク競馬場のメイドン競走でデビューし、2着。2戦目のキーンランド競馬場でのメイドン競走で初勝利を挙げる。このあと、調教師が馬主に正確な報告をしないためウェイン・カタラーノ厩舎からグラハム・モーション厩舎に移る。3歳になった2011年、初戦となる3月3日のガルフストリームパーク競馬場におけるクレーミング競走では2着となったが、重賞初出走となる3月26日のスパイラルステークスでは、ディサイシヴモーメントに2馬身4分の3の着差をつけて重賞を初めて制する。ケンタッキーダービーに駒を進め、11番人気見当で迎えたレースではネーロを2馬身4分の3下して優勝。ダート未経験馬によるケンタッキーダービー制覇は初めてのこと。また当初騎乗予定だったものの負傷でキャンセルしたロバート・アルバラードの代役、かつ、お手馬のアンクルモーの回避で手綱が回ってきたジョン・ヴェラスケスも、これがケンタッキーダービー初勝利であった。厩舎全体でも、ウッドメモリアルステークス覇者のトビーズコーナーを直前の故障で欠いた中でのケンタッキーダービー初勝利であった。二冠目プリークネスステークスではシャックルフォードの2着、三冠目のベルモントステークスはルーラーオンアイスの6着に終わり、レースのあと、左後脚の飛節を骨折したため2011年の下半期は出走しなかった。
2012年2月、ガルフストリームパーク競馬場でのオプショナルクレーミング競走で復帰し勝利ののち、ドバイワールドカップを目標に定めたが、左後脚の故障が再発して遠征を断念し、休養に入る。秋のサンタアニタ競馬場でのブリーダーズカップ・マイルで復帰し、ワイズダンの2着に入った。2013年、初戦のガルフストリームパークターフハンデキャップでポイントオブエントリーの2着としたあとドバイに向かい、ドバイワールドカップではレッドカドーに2馬身差をつけて優勝。レース後、ダーレーグループが所有権の29パーセントを取得。また、イギリス遠征を公表してクイーンアンステークスあるいはプリンスオブウェールズステークスを目標に定めたのち、後者は「ケンタッキーダービーやドバイワールドカップと同じ2000メートルという距離」以外の理由がなく、またアスコット競馬場のマイルコースが「アメリカにおける芝1800メートルのコースに似ている」という理由もあって、クイーンアンステークス参戦が決まる。77年ぶりとなるケンタッキーダービー馬のロイヤルアスコット開催出走となったクイーンアンステークスは、序盤から折り合いを欠いて冷静さを失ったレースに終始し、また馬場にも慣れていないことも合わさって最後は見せ場なくデクラレーションオブウォーの11着となり、これが最後のレースとなった。

## 競走成績
以下の内容は、EQUIBASEの情報および記載法に基づく。
| 出走日     | 競馬場                 | 競走名                   | 格 | コース | 距離 | 着順 | 騎手             | 着差      | 1着（2着）馬        |
| ---------- | ---------------------- | ------------------------ | -- | ------ | ---- | ---- | ---------------- | --------- | ------------------- |
| 2010.09.18 | アーリントンパーク     | メイドンSW               |    | AW     | 8.5f | 2着  | J.アルヴァラード | 2 3/4馬身 | Willcox Inn         |
| 2010.10.23 | キーンランド           | メイドンSW               |    | AW     | 8f   | 1着  | R.アルバラード   | 3 1/4馬身 | （Bonaroo）         |
| 2011.03.03 | ガルフストリームパーク | アローワンスOC           |    | 芝     | 8f   | 4着  | R.マラージ       | 頭        | Powhattan County    |
| 2011.03.26 | ターフウェイパーク     | スパイラルS              | G3 | AW     | 9f   | 1着  | A.ガルシア       | 2 3/4馬身 | （Decisive Moment） |
| 2011.05.07 | チャーチルダウンズ     | ケンタッキーダービー     | G1 | D      | 10f  | 1着  | J.ヴェラスケス   | 2 3/4馬身 | （Nehro）           |
| 2011.05.21 | ピムリコ               | プリークネスS            | G1 | D      | 9.5f | 2着  | J.ヴェラスケス   | 1/2馬身   | （Shackleford）     |
| 2011.06.11 | ベルモントパーク       | ベルモントS              | G1 | D      | 12f  | 6着  | J.ヴェラスケス   | 9 1/4馬身 | （Ruler on Ice）    |
| 2012.02.18 | ガルフストリームパーク | アローワンスOC           |    | 芝     | 8.5f | 1着  | J.ヴェラスケス   | 2馬身     | Monument Hill       |
| 2012.11.03 | サンタアニタパーク     | BCマイル                 | G1 | 芝     | 8f   | 2着  | R.ベハラーノ     | 1 1/2馬身 | Wise Dan            |
| 2013.02.09 | ガルフストリームパーク | ガルフストリームパークTH | G1 | 芝     | 9f   | 2着  | J.ロサリオ       | 1 1/4馬身 | Point of Entry      |
| 2013.03.30 | メイダン               | ドバイワールドC          | G1 | AW     | 10f  | 1着  | J.ロサリオ       | 2馬身     | （Red Cadeaux）     |
| 2013.06.18 | アスコット             | クイーンアンS            | G1 | 芝     | 8f   | 11着 | J.ヴェラスケス   | 10馬身    | Declaration of War  |

SW=スペシャル・ウェイト OC=オプショナル・クレーミング

## 引退後
ダーレーグループが所有権の一部を取得した時点で、ジョナベルファームとオーストラリアのアローフィールドスタッドで種牡馬生活を送ることが内定しており、先にアローフィールドスタッドで種牡馬生活に入った。2019年までに167頭の勝ち馬を出し、そのうちステークス優勝馬を13頭出した。2015年の時点では、ケンタッキー州で供用されているブラッシンググルーム系種牡馬としては、わずかに2頭いるうちの1頭として数えられた。
2019年10月11日に日本軽種馬協会が購入、2020年より日本軽種馬協会静内種馬場で供用される。
2025年からは日本軽種馬協会七戸種馬場で供用される。

### 主な産駒
- 2014年産
  - Oleksandra（2020年ジャイプールインビテーショナルステークス）[21]
- 2015年産
  - Angel of Truth（2019年オーストラリアンダービー）[22]
  - Untamed Domain（2017年北米サマーS、BCジュヴェナイルターフ2着）
- 2016年産
  - Regal Glory（2021年、2022年メートリアークステークス、2022年ジェニーワイリーステークス、ジャストアゲームステークス）[23]
- 2017年産
  - Duopoly（2020年アメリカンオークス）[24]
- 2021年産
  - プリフロオールイン（2023年ネクストスター高知、金の鞍賞、2024年黒潮皐月賞、高知優駿、黒潮菊花賞、2025年二十四万石賞）[25]
  - ミヤギシリウス（2024年あやめ賞、ウイナーカップ）[26]
- 2022年産
  - タガノアビー（2025年優駿牝馬3着）[27]

### 母の父として主な産駒[28]
- 2020年産
  - エイシンレミー（2023年花吹雪賞）父：エーシンモアオバー

- 2021年産
  - Evaporate（2024年MVRCムーニーヴァリーS）

## 血統表
| アニマルキングダムの血統       | アニマルキングダムの血統                                              | アニマルキングダムの血統                                              | （血統表の出典）                                                      | （血統表の出典） |
| 父系                           | ブラッシンググルーム系                                                | ブラッシンググルーム系                                                | ブラッシンググルーム系                                                | [ § 2 ]          |
| 父 Leroidesanimaux 2000 栗毛   | 父の父Candy Stripes 1982 栗毛                                         | Blushing Groom                                                        | Red God                                                               | Red God          |
| 父 Leroidesanimaux 2000 栗毛   | 父の父Candy Stripes 1982 栗毛                                         | Blushing Groom                                                        | Runaway Bride                                                         |                  |
| 父 Leroidesanimaux 2000 栗毛   | 父の父Candy Stripes 1982 栗毛                                         | *バブルカンパニー Bubble Company                                      | Lyphard                                                               | Lyphard          |
| 父 Leroidesanimaux 2000 栗毛   | 父の父Candy Stripes 1982 栗毛                                         | *バブルカンパニー Bubble Company                                      | Prodice                                                               |                  |
| 父 Leroidesanimaux 2000 栗毛   | 父の母Dissemble 1989 栗毛                                             | Ahonoora                                                              | Lorenzaccio                                                           | Lorenzaccio      |
| 父 Leroidesanimaux 2000 栗毛   | 父の母Dissemble 1989 栗毛                                             | Ahonoora                                                              | Helen Nichols                                                         |                  |
| 父 Leroidesanimaux 2000 栗毛   | 父の母Dissemble 1989 栗毛                                             | Kerali                                                                | High Line                                                             | High Line        |
| 父 Leroidesanimaux 2000 栗毛   | 父の母Dissemble 1989 栗毛                                             | Kerali                                                                | Sookera                                                               |                  |
| 母 *ダリシア Dalicia 2001 鹿毛 | 母の父Acatenango 1982 栗毛                                            | Surumu                                                                | Literat                                                               | Literat          |
| 母 *ダリシア Dalicia 2001 鹿毛 | 母の父Acatenango 1982 栗毛                                            | Surumu                                                                | Surama                                                                |                  |
| 母 *ダリシア Dalicia 2001 鹿毛 | 母の父Acatenango 1982 栗毛                                            | Aggravate                                                             | Aggressor II                                                          | Aggressor II     |
| 母 *ダリシア Dalicia 2001 鹿毛 | 母の父Acatenango 1982 栗毛                                            | Aggravate                                                             | Raven Locks                                                           |                  |
| 母 *ダリシア Dalicia 2001 鹿毛 | 母の母Dynamis 1991 鹿毛                                               | *Dancing Brave                                                        | Lyphard                                                               | Lyphard          |
| 母 *ダリシア Dalicia 2001 鹿毛 | 母の母Dynamis 1991 鹿毛                                               | *Dancing Brave                                                        | Navajo Princess                                                       |                  |
| 母 *ダリシア Dalicia 2001 鹿毛 | 母の母Dynamis 1991 鹿毛                                               | Diasprina                                                             | Aspros                                                                | Aspros           |
| 母 *ダリシア Dalicia 2001 鹿毛 | 母の母Dynamis 1991 鹿毛                                               | Diasprina                                                             | Dorle                                                                 |                  |
| 母系(F-No.)                    | ダリシア(GER)系(FN:1-h)                                               | ダリシア(GER)系(FN:1-h)                                               | ダリシア(GER)系(FN:1-h)                                               | [ § 3 ]          |
| 5代内の近親交配                | Lyphard 4×4 = 12.50%、Northern Dancer 5×5 = 6.25%、Goofed 5×5 = 6.25% | Lyphard 4×4 = 12.50%、Northern Dancer 5×5 = 6.25%、Goofed 5×5 = 6.25% | Lyphard 4×4 = 12.50%、Northern Dancer 5×5 = 6.25%、Goofed 5×5 = 6.25% | [ § 4 ]          |
| 出典                           | 1. 2. 3. 4.                                                           | 1. 2. 3. 4.                                                           | 1. 2. 3. 4.                                                           | 1. 2. 3. 4.      |

### 血統背景
父はブラジル産のルロワデザニモー（2005年エクリプス賞最優秀芝牡馬）。
母はドイツ産のダリシア（ドイツ芝G3勝馬）で、2009年に社台ファームが購入し日本で繋養されている。